# Rhododendron schlippenbachii
Rhododendron schlippenbachii là một loài thực vật có hoa trong họ Thạch nam. Loài này được Maxim. miêu tả khoa học đầu tiên năm 1871.

## Hình ảnh

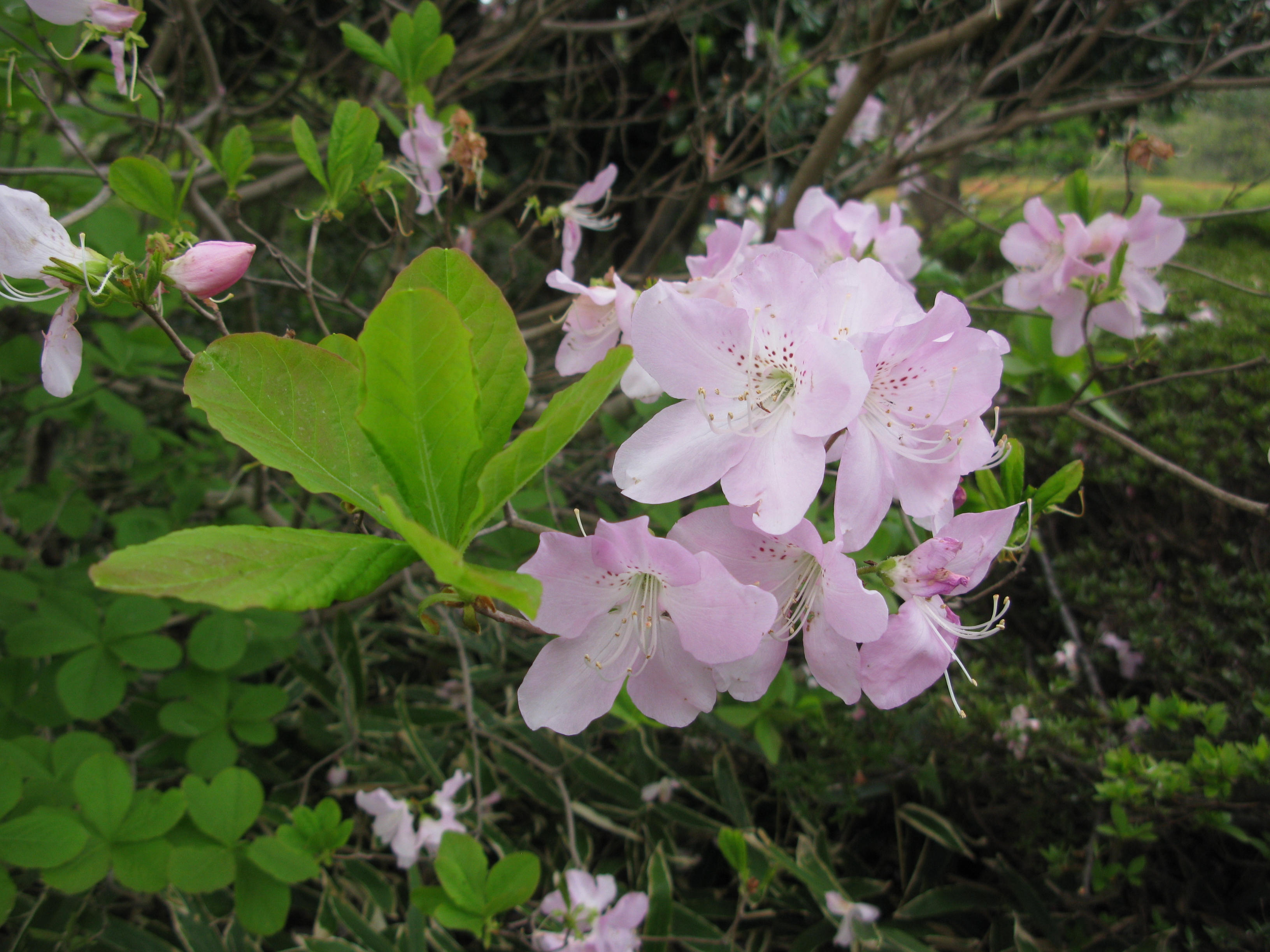
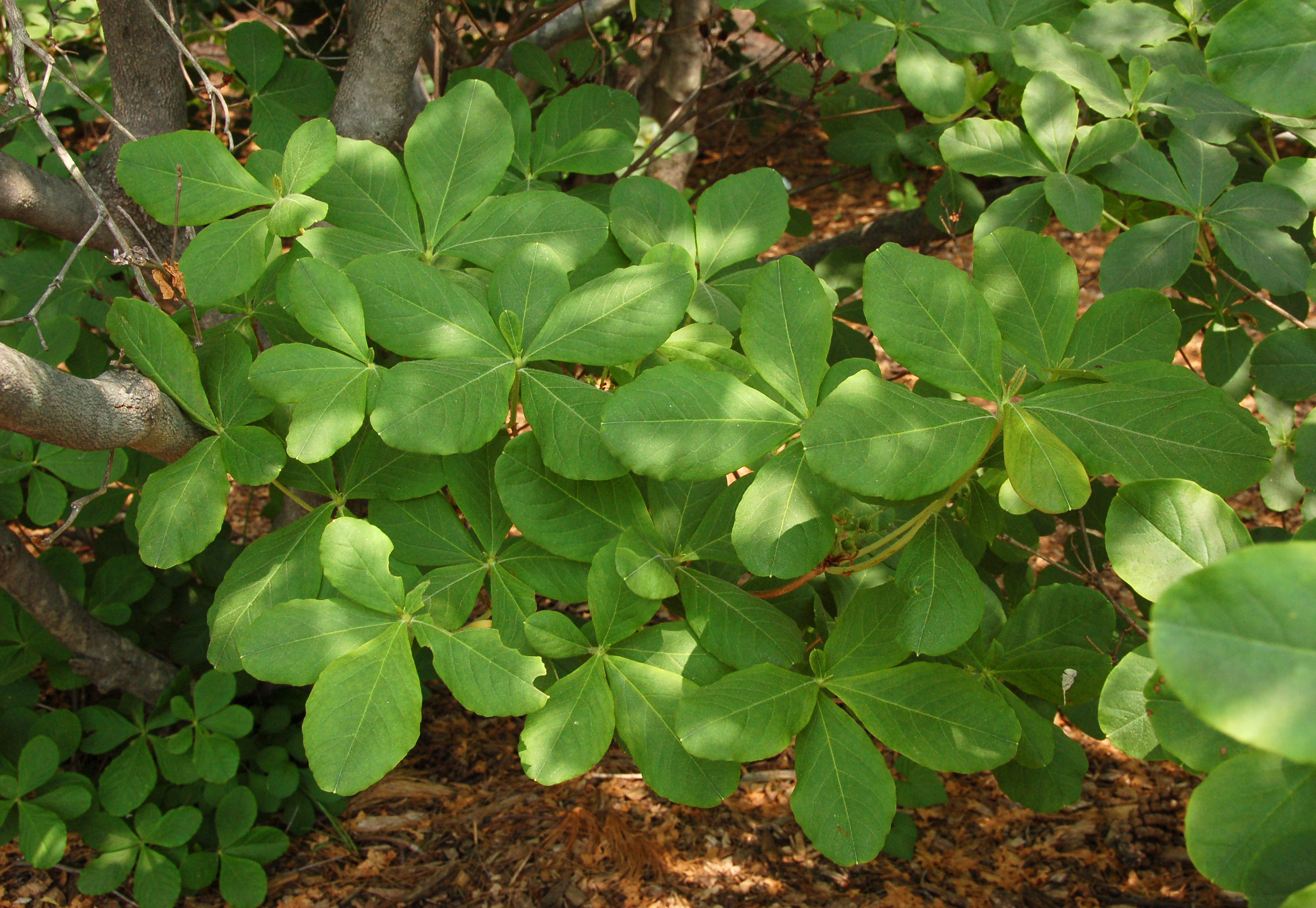
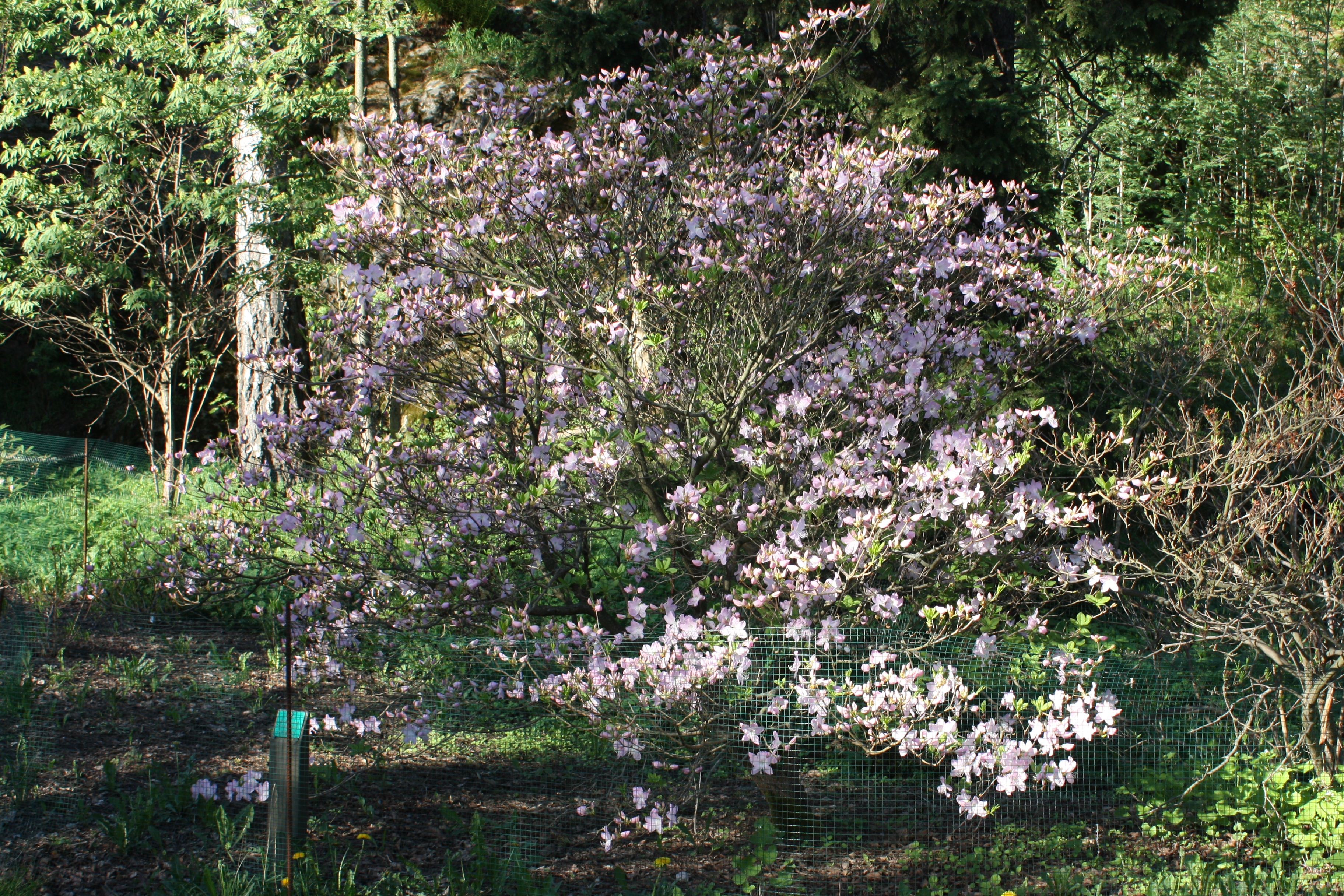
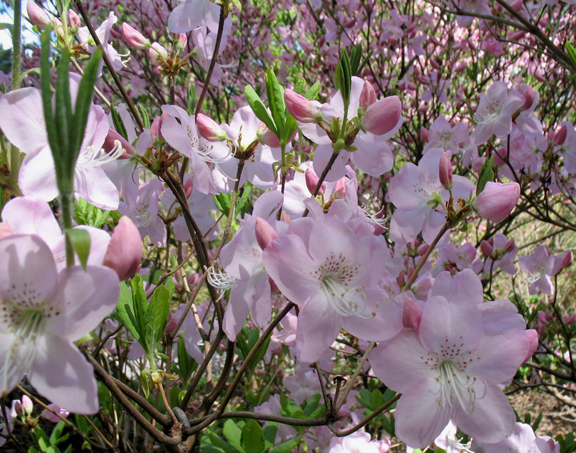